# حرف‌های کثیف نیمه‌شب
حرف‌های کثیف نیمه‌شب (به انگلیسی: Talkin' Dirty After Dark) یک فیلم کمدی آمریکایی محصول سال ۱۹۹۱ به نویسندگی و کارگردانی تاپر کارو با بازی مارتین لارنس، جان ویثرسپون، تام لیستر جونیور و مارک کوری است.
این فیلم در فوریه ۱۹۹۱ اکران شد و در گیشه یک میلیون دلار فروخت. فقط در نسخه محدود موجود بود. این فیلم به‌طور کلی توسط منتقدان مورد توجه قرار گرفت و در لس آنجلس، کالیفرنیا فیلمبرداری شده‌است.

## داستان
استندآپ کمدین، تری لومبار، (با بازی لارنس) یک مرد بامزه محلی است که در مشکلات زیادی به سر می‌برد. او نمی‌تواند قبض تلفن ۶۷ دلاری خود را پرداخت کند. او با ماشینی رانندگی می‌کند که فقط یک دنده عقب دارد. او در تلاش برای ساخت آن در یک باشگاه کمدی محلی به نام دوکی است. در نهایت، او با همسر مالک رابطه نامشروع دارد تا در باشگاه توجه بیشتری را به خود جلب کند.